# Хух-Хото
Хух-Хо́то (кит. 呼和浩特, пиньинь Hūhéhàotè, палл. Хухэхаотэ; монг.  Kökeqota / Хөх хот — «синий город») — городской округ в автономном районе Внутренняя Монголия (КНР); административный, экономический и культурный центр Внутренней Монголии.

## География

### Климат
В Хух-Хото резко континентальный климат с муссонными чертами.
| Показатель                         | Янв.  | Фев.  | Март  | Апр. | Май  | Июнь | Июль | Авг. | Сен. | Окт. | Нояб. | Дек.  | Год   |
| ---------------------------------- | ----- | ----- | ----- | ---- | ---- | ---- | ---- | ---- | ---- | ---- | ----- | ----- | ----- |
| Средний суточный максимум, °C      | −10,7 | −6    | 4,0   | 14,4 | 22,7 | 27,7 | 29,7 | 27,6 | 21,1 | 12,9 | 1,2   | −8,4  | 11,4  |
| Средняя температура, °C            | −18,5 | −14,8 | −4,6  | 6,1  | 14,6 | 20,5 | 23,0 | 20,8 | 13,5 | 4,6  | −6,6  | −15,7 | 3,6   |
| Средний суточный минимум, °C       | −24,2 | −21,4 | −11,8 | −1,8 | 6,3  | 12,4 | 16,1 | 14,2 | 6,7  | −2   | −12,3 | −21,1 | −3,2  |
| Норма осадков, мм                  | 1,4   | 1,1   | 1,9   | 5    | 8,3  | 16,6 | 36,5 | 39,6 | 18,4 | 7,9  | 2     | 0,8   | 139,5 |
| Источник: Гонконгская обсерватория |       |       |       |      |      |      |      |      |      |      |       |       |       |

## История
Со времён эпохи империи Мин здесь стали селиться китайцы, которые дали это месту название Гуйхуа. В XVI веке (около 1580 года) Алтан-ханом тут был основан монгольский город Хухэ-Хото (что переводится на русский язык как «голубой город» или «синий город»), который вскоре стал важным политическим, торговым, религиозным (тибетский буддизм) и культурным центром.
В конце XVIII века в 4 км к северу от Старого города был основан новый китайский город Суйюань. Старый и Новый город позже слились под общим названием Гуйсуй. В 1922 году через город прошла железная дорога Пекин — Баотоу. В 1928 году город стал столицей новообразованной провинции Суйюань. Во время японской оккупации здесь располагалась столица государства Мэнцзян.
В 1954 году провинция Суйюань была расформирована, а переименованный в Хух-Хото город вошёл в состав Автономного района Внутренняя Монголия.

## Административно-территориальное деление
Городской округ Хух-Хото делится на 4 района, 4 уезда, 1 хошун:
| Карта             | #                 | Наименование | Наименование (китайский) | Наименование (пиньинь) | Население (2004) | Территория (км²) | Плотность населения (/км²) |
| ----------------- | ----------------- | ------------ | ------------------------ | ---------------------- | ---------------- | ---------------- | -------------------------- |
|                   |                   |              |                          |                        |                  |                  |                            |
| Территория города |                   |              |                          |                        |                  |                  |                            |
| 1                 | Район Хуэйминь    | 回民区       | Huímín qū                | 220 000                | 175              | 1257             |                            |
| 2                 | Район Синьчэн     | 新城区       | Xīnchéng qū              | 320 000                | 700              | 457              |                            |
| 3                 | Район Юйцюань     | 玉泉区       | Yùquán qū                | 190 000                | 213              | 892              |                            |
| 4                 | Район Сайхань     | 赛罕区       | Sàihǎn qū                | 360 000                | 1013             | 355              |                            |
| Сельские уезды    |                   |              |                          |                        |                  |                  |                            |
| 5                 | Уезд Тогто        | 托克托县     | Tuōkètuō xiàn            | 200 000                | 1313             | 152              |                            |
| 6                 | Уезд Учуань       | 武川县       | Wǔchuān xiàn             | 170 000                | 4885             | 35               |                            |
| 7                 | Уезд Хорингэр     | 和林格尔县   | Hélíngé'ěr xiàn          | 190 000                | 3401             | 56               |                            |
| 8                 | Уезд Циншуйхэ     | 清水河县     | Qīngshuǐhé xiàn          | 140 000                | 2859             | 49               |                            |
| 9                 | Хошун Тумэд-Цзоци | 土默特左旗   | Tǔmòtè Zuǒ qí            | 350 000                | 2712             | 129              |                            |

## Экономика
Хух-Хото является логистическим узлом «Экономического коридора Китай — Монголия — Россия» (транспортный коридор Тяньцзинь — Пекин — Хух-Хото — Монголия — Россия). В городе находится информационная зона облачных вычислений компании China Telecom.

### Промышленность
В городском округе Хух-Хото имеются нефтеперерабатывающий завод, молочные фабрики Yili Group и Mengniu Dairy, заводы упаковки Tetra Pak.
В Хух-Хото базируется 6-е НПО (Китайская химическая и машиностроительная корпорация «Хэси») — подразделение компании China Aerospace Science and Industry Corporation.

## Транспорт

### Воздушный
В городском округе Хух-Хото расположен международный аэропорт Хух-Хото Байта.

### Рельсовый
Метрополитен Хух-Хото открылся в декабре 2019 года.
Важное значение имеют грузовые железнодорожные перевозки из логистического парка Шалян в Россию и Западную Европу (экспорт автомобилей и других товаров).

## Достопримечательности

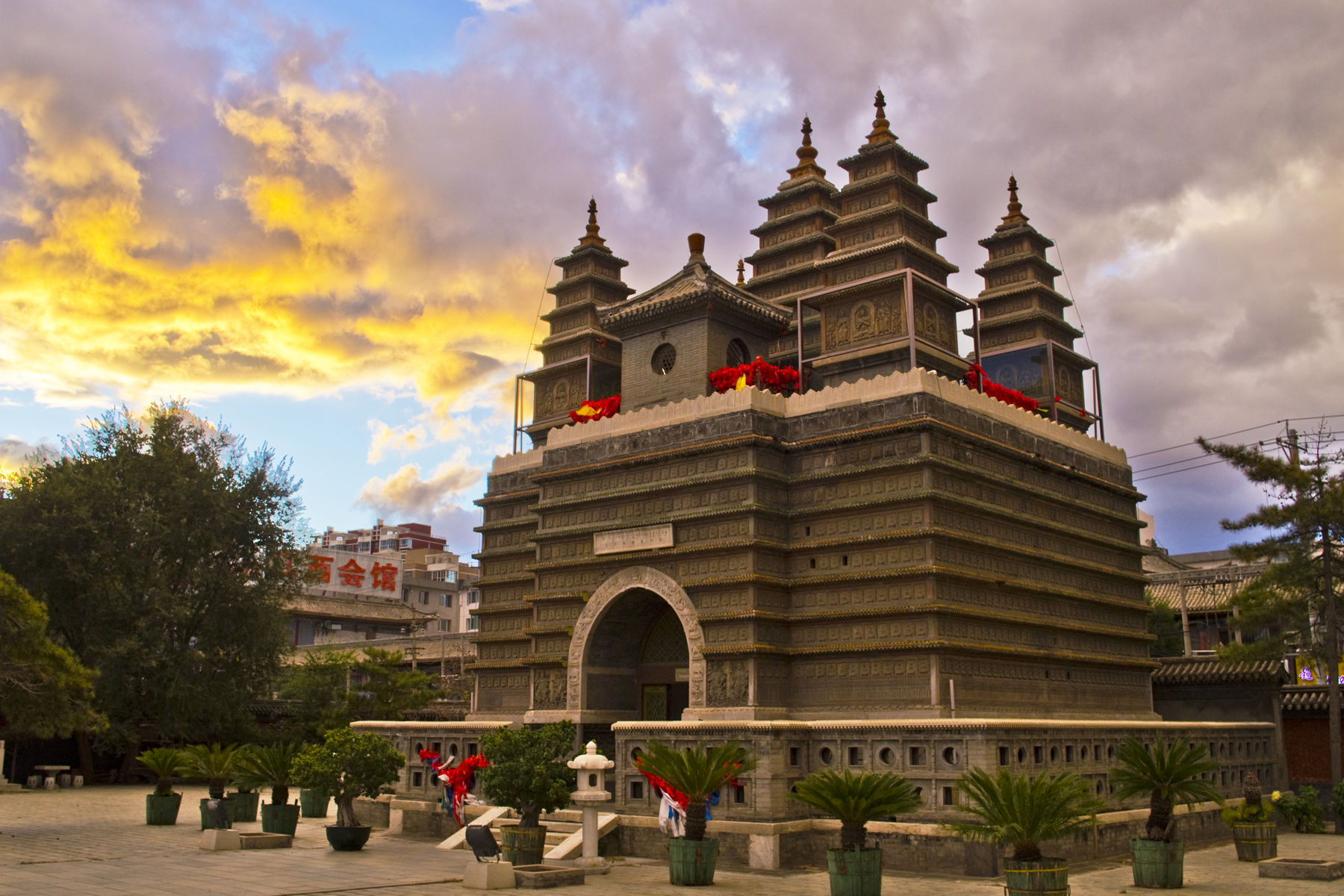
Храм Пяти Пагод

К числу основных достопримечательностей Хух-Хото относятся:
- Монастырь Дачжао — основан в 1557 году Алтан-ханом, строительство завершилось к 1579 году. Именно вокруг этого храма и возник город.
- Храм Пяти Пагод[англ.] или храм Ута — построен в 1732 году, в нём хранится более полутора тысяч статуй Будды.
- Гробница Чжаоцзюнь — курган, где захоронена Ван Чжаоцзюнь.
- Великая мечеть — мечеть, построенная в 1639 году.
- Музей Внутренней Монголии — музей, где экспонируются окаменелости динозавров, бытовые предметы и произведения искусства кочевников, в том числе и современных.
- Улица деликатесов Куаньсянцзы
- Старинная улица Сайшан
- Музей торгового дома «Дашэнкуй»[8]

## Города-побратимы
- Россия: Улан-Удэ
- Монголия: Улан-Батор

## Галерея

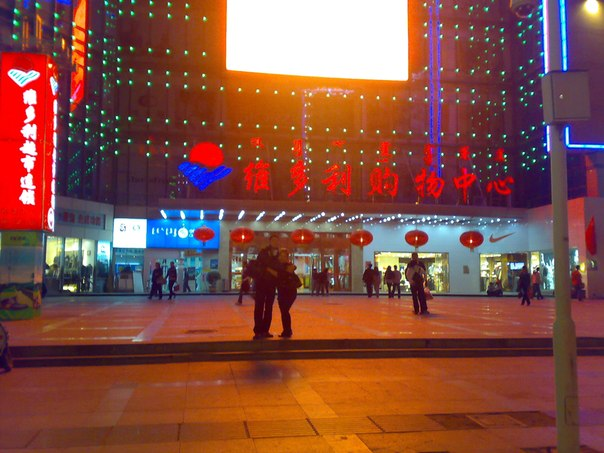
Торговый центр «Victoria»
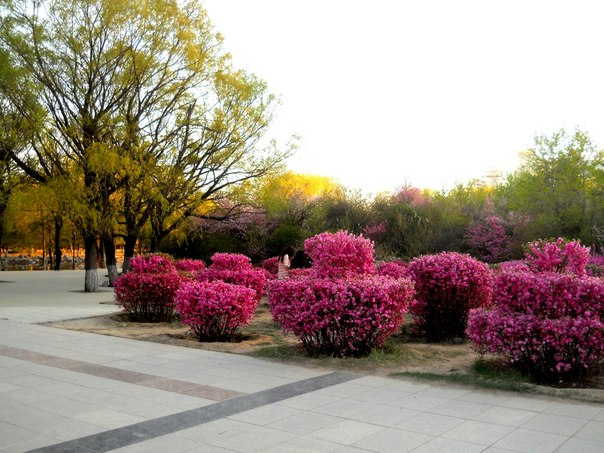
Городской парк «Маньдухай»
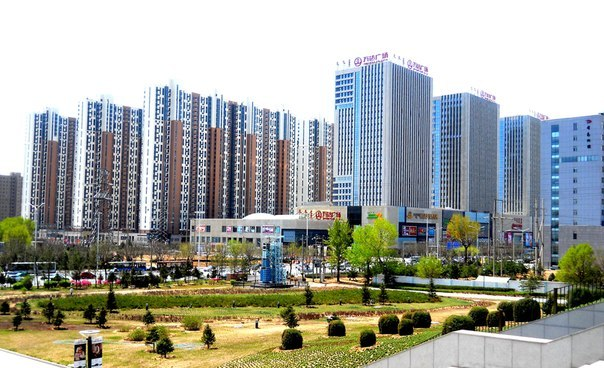
Торговый центр «Ван Да»
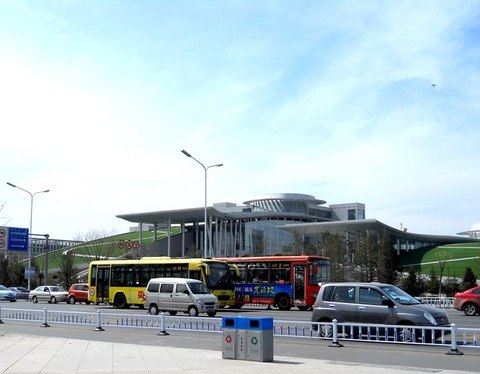
Музей Внутренней Монголии